# Тат-Кітня
Тат-Кітня́ (рос. Тат-Китня, марій. Тат-Китне) — присілок у складі Марі-Турецького району Марій Ел, Росія. Входить до складу Марі-Турецького міського поселення.

## Населення
Населення — 836 осіб (2010; 946 у 2002).
Національний склад (станом на 2002 рік):
- татари — 98 %